# Per Schybergson
Per Magnus Schybergson, född 27 augusti 1933 i Åbo, död 20 februari 2007 i Helsingfors, var en finländsk historiker. 
Han var sonson till M. G. Schybergson och blev docent i ekonomisk och social historia vid Helsingfors universitet 1974 och vid Åbo Akademi 1987. Han har skrivit 100-årshistoriker över Oy Wilh. Schauman Ab och A. Ahlström Oy.